# ROOT (programa)

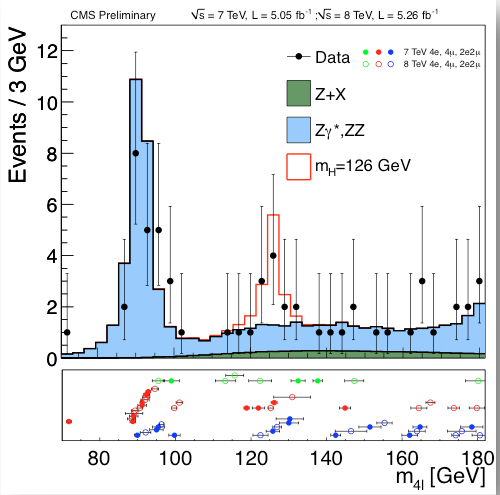

El sistema ROOT es un framework para el desarrollo de aplicaciones de análisis de datos científicos a gran escala desarrollado por el CERN. Orientado a objetos, se desarrolla desde el año 1994, en el lenguaje C++, por un equipo que incluye a René Brun y Fons Rademakers. Superó ya las 1.500.000 de líneas de código. Tiene características notables: el usuario puede definir clases interactivamente, el código interpretado puede invocar código compilado, y este nuevamente interpretado; además se espera que pronto pueda procesar entradas de más de 10 terabytes.
Dirigido originalmente al análisis de datos en la física de partículas, si bien tiene muchas características específicas para este trabajo, puede ser igualmente útil para el análisis de datos en otros campos.